# 상해보루
《상해보루》(중국어: 上海堡壘)는 2019년에 개봉한 중국의 영화이다.

## 캐스팅
- 루한
- 서기